# (38511) 1999 TU230
1999 TU230 (asteroide 38511) é um asteroide da cintura principal. Possui uma excentricidade de 0.15098450 e uma inclinação de 9.77907º.
Este asteroide foi descoberto no dia 5 de outubro de 1999 por LONEOS em Anderson Mesa.